# Trung tâm Phóng vệ tinh Tửu Tuyền

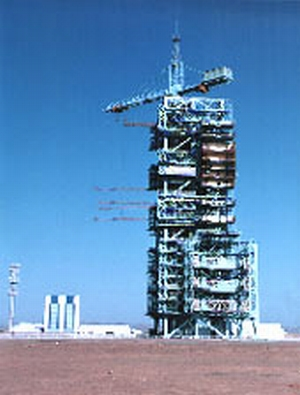
Trung tâm Phóng vệ tinh Tử Tuyền

Trung tâm Phóng vệ tinh Tửu Tuyền (JSLC) (tiếng Trung: 酒泉 卫星 发射 中心; bính âm: Jiǔquán Weixing Fāshè Zhongxin) là trung tâm phóng vệ tinh của Cộng hòa Nhân dân Trung Hoa (trạm không gian) ở sa mạc Gobi, kỳ Ejin (额济纳 旗), minh Alxa (阿拉善 盟), khu tự trị Nội Mông Cổ, nằm khoảng 1.600 km so với Bắc Kinh. Nó nằm tại 40 ° 57'53 0,52 "N 100 ° 17'4 0,67" E / 40,9648667 ° N 100,2846306 ° E / 40,9648667; 100,2846306.
Trung tâm được thành lập vào năm 1958, là trung tâm phóng vũ trụ thứ ba trong 3 cảng không gian của Trung Quốc. Nhiều đợt phóng của Trung Quốc đã được thực hiện ở đây hơn bất cứ nơi nào khác. Giống như với tất cả các cơ sở khởi động Trung Quốc là xa xôi và đóng cửa đối với người nước ngoài. Nó được đặt tên như vậy vì Tửu Tuyền là trung tâm đô thị gần nhất, mặc dù Tửu Tuyền thuộc tỉnh Cam Túc gần đó.